# Gastrotheca marsupiata
Espèce
Synonymes
- Hyla marsupiata Duméril & Bibron, 1841
- Chorophilus cuzcanus Cope, 1878 "1877"
- Leptodactylus andicola Boettger, 1891
- Nototrema bolivianum Steindachner, 1892
- Hylodes coeruleomaculatus Werner, 1899
- Eleutherodactylus binghami Stejneger, 1913
- Eleutherodactylus footei Stejneger, 1913
- Gastrotheca bifasciata vellardi Laurent, 1969

Statut de conservation UICN

 LC  : Préoccupation mineure
Gastrotheca marsupiata ou rainette marsupiale est une espèce d'amphibiens de la famille des Hemiphractidae. La femelle du Nototrème à bourse incube  ses œufs dans une poche située sur son dos. C'est le mâle qui place les œufs dans sa poche. Lorsque les têtards sont prêts à en sortir, la femelle ouvre la poche à l’aide d’un de ses orteils.

## Répartition
Cette espèce se rencontre au Pérou et en Bolivie entre 1 500 et 4 230 m d'altitude sur le versant amazonien de la cordillère des Andes.

## Publication originale
- Duméril & Bibron, 1841 : Erpétologie générale ou Histoire naturelle complète des reptiles, vol. 8, p. 1-792 (texte intégral).